# Јосиф Папамихали
Јосиф Папамихали (23. септембар 1912 — 26. октобар 1948), био је албански католички свештеник византијског обреда.

## Живот
Рођен у Елбасану 23. септембра 1912. године, студирао је филозофију и теологију у Риму, у близини Ангелицума, где га је 1. децембра 1935. године рукоположио за свештеника итало-албански епископ Епархије Лунгро и епископ грчко-византијског обреда. Папамихали се вратио у Албанију 1936. године и служио је као парох у Елбасану, Корчи, Берату, Лушњу и Поградецу. Од 1944. године руководио је Мисијом Грко-католичке цркве Албаније.
Ухапшен од комунистичких власти 31. октобра 1946. године и касније осуђен као државни непријатељ. Папамихали је 5. августа 1947. године осуђен од стране суда на 5 година затвора и принудног рада и пребачен је у Корчу и касније у Малић где је умро. Пронађен је жив закопан у мочвари где је пао од исцрпљености 26. октобра 1948. године.
Блаженим је проглашен у Скадру са још тридесет седам албанских мученика 5. новембра 2016. године.